# Fuggeriet

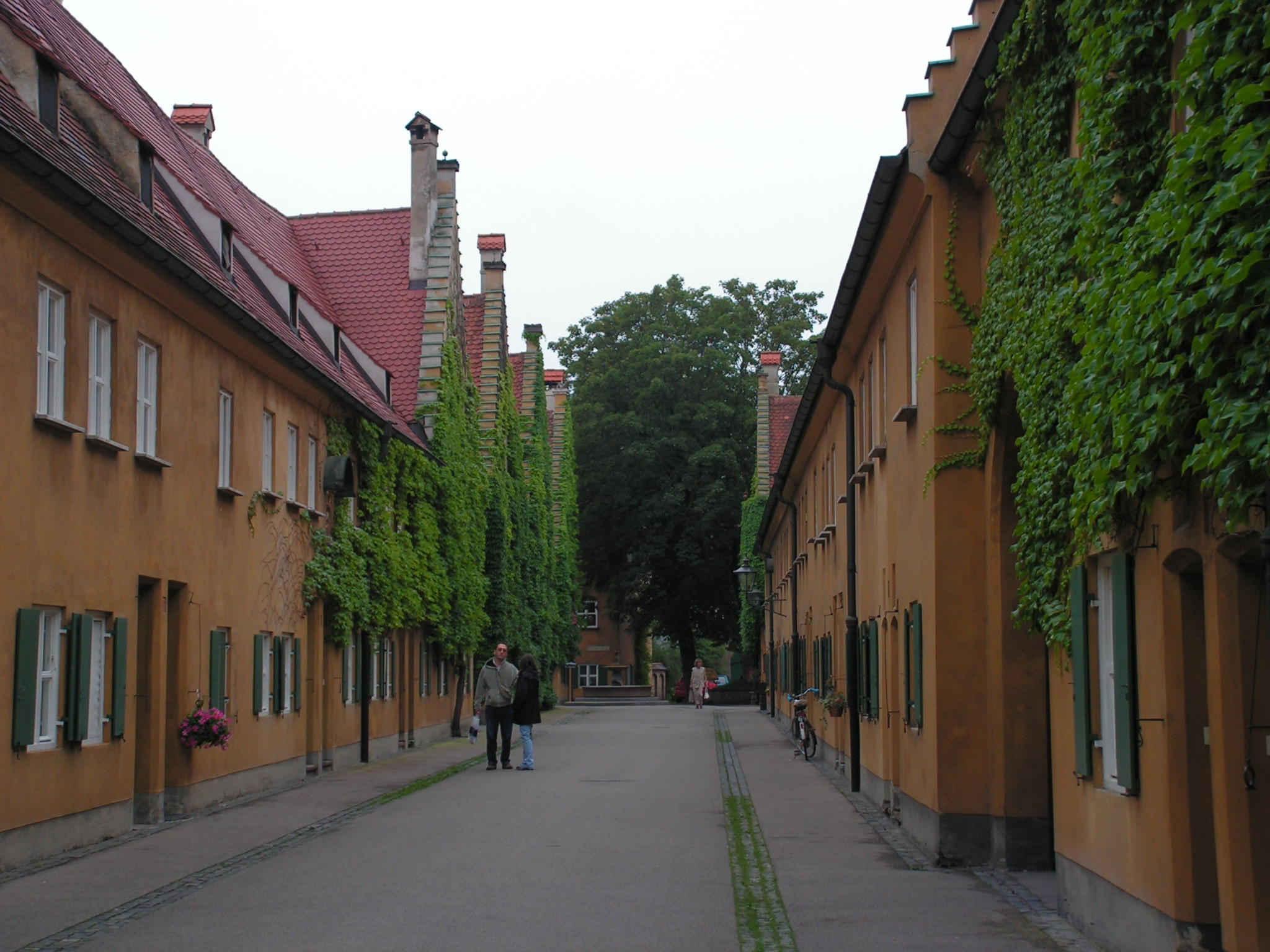
Huvudgatan i Fuggeriet

Fuggeriet, tyska Fuggerei, är en stadsdel i Augsburg i Tyskland. Fuggeriet är den äldsta socialinrättningen i världen, grundat år 1516 av affärsmannen Jacob Fugger II. Stadsdelen, med åtskilliga kvarter, grundades för att ge fattiga och hemlösa i Augsburg en billig bostad. Än idag hyr man här bostad för 88 cent om året vilket motsvarar en rhensk gulden som fastslogs som hyra en gång i tiden. Här i fattigkvarteret Fuggeriet föddes Leopold Mozart, far till Wolfgang Amadeus Mozart.
Fuggeriet är starkt katolskt och har en egen katolsk kyrka eftersom den närliggande St. Jakob-kyrkan, som de boende använde tidigare, blev protestantisk under reformationen. Man ska be tre gånger om dagen.

## Fuggeriets historia
Familjen Fugger, som har bott i Augsburg sedan 1367, blev mycket förmögen först genom handel med bland annat tyger och blev sedan en mäktig familj som hade höga positioner inom kyrkan och staten. Fuggerei började byggas 1516 och 1523 fanns där 52 byggnader.
Under 1600-talet förlorade Augsburg mer än hälften av befolkningen på grund av krig, pesten och hunger. 1642 var en stor del av Fuggerei obeboeligt, men de boende började renovera Fuggerei.
Under bombningen av Augsburg förstördes mer än hälften av byggnaderna i Fuggerei, men ingen boende blev skadad tack vare en bunker som byggdes 1943 (bombningen skedde 1944). Idag finns det en utställning i bunkern som visar skadorna på Fuggerei efter bombningen och rekonstruktionen.
Idag renoveras och upprätthålls Fuggerei kontinuerligt med hjälp av pengar från inträdesavgifter, skogsbruk och fastigheter. Det bor runt 150 personer i området och Fuggerei är en av Augsburgs främsta sevärdheter.